# Степовое (Черниговский район)
Степовое (укр. Степове) — село,
Владовский сельский совет,
Бердянский район,
Запорожская область,
Украина.
Код КОАТУУ — 2325581902. Население по переписи 2001 года составляло 107 человек.

## Географическое положение
Село Степовое находится на берегах реки Бегим-Чокрак,
ниже по течению на расстоянии в 2 км расположено село Владовка.
Река в этом месте пересыхает, на ней сделано несколько запруд.

## История
- 1825 год — дата основания как село Бегим-Чокрак.
- В 1945 году переименовано в село Степовое[2]..